# Centre commercial Prismakeskus (Kouvola)
Le centre commercial Prisma (finnois : Kouvolan Prismakeskus) est un centre commercial situé dans le quartier Korjala de Kouvola en Finlande.

## Description
Le bâtiment appartenant au Groupe S-Ryhmä est construit en 1974, depuis sa surface a triplé en raison d'importants travaux de rénovation effectués en 2010-2011. 
Lorsque le centre Prisma rénové a été achevé en 2011, le Prisma de Kouvola était le plus grand Prisma de Finlande. 
En 2022, le Prismakeskus de Kouvola est le troisième plus grand hypermarché de Finlande, après les hypermarchés Prisma de Kannelmäki à Helsinki et le Prisma de Joensuu.
Il est à proximité de la valtatie 6, de la valtatie 12 et de la seututie 364.

## Enseignes

### Groupe S-Ryhmä
Boutiques et restauration
- Prisma
- Sokos Emotion
- Prisma Cafe
- Presso
- Hesburger
- Pizza & Buffa
- S-Pankki
- Pharmacie

Autres services
- Stations d'essence ABC
- Lavage de voiture ABC
- Information Prisma
- Stationnement
- Recyclage[2]
- Coiffeur
- Cordonnerie
- Siège de KSO

### Autres enseignes

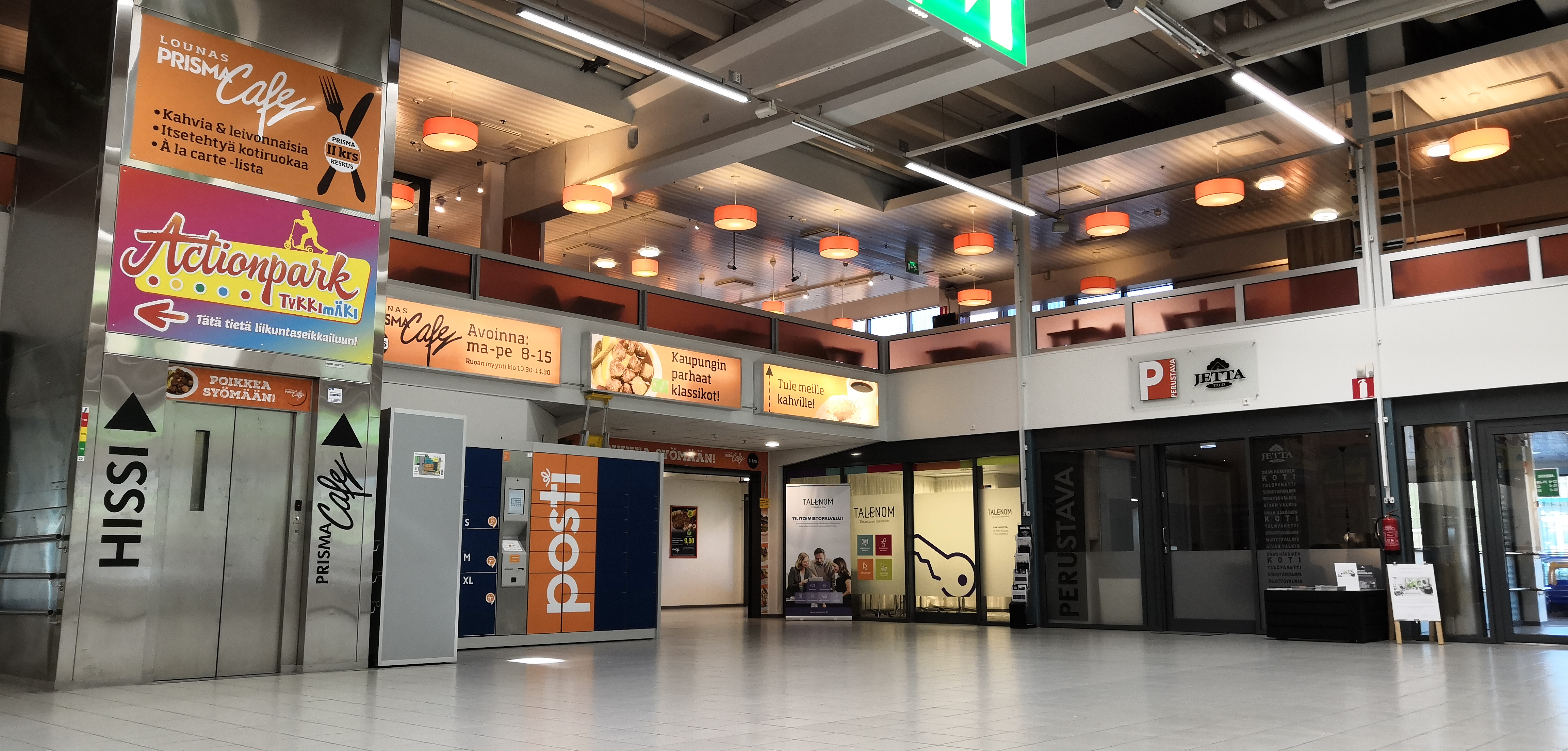
Hall nord-est.

Boutiques
- Tykkimäki
- Alko
- Life
- Punnitse & Säästä
- Faunatar
- Hockey Base
- Ajan kello
- Silmäasema
- Cordonnerie Tepi
- Fysiotraining
- Laverie SOL-pesula
- Lähi-Tapiola
- Costella
- Pâtisserie Fazer
- Peintures Tikkurila

Autres services
- Veikkaus
- Distributeurs de billets
- Pelaamo
- Envoi de colis